# ING-DiBa
Die ING-DiBa AG (Markenname ING, Eigenbezeichnung ING Deutschland) mit Sitz in Frankfurt am Main ist eine deutsche Direktbank und ein vollständiges Tochterunternehmen der niederländischen ING Groep, die international tätig ist. Gemessen an der Kundenzahl ist sie mit fast zehn Millionen Kunden im Jahr 2024 die größte Direktbank Deutschlands und zählt zu den zehn größten Banken des Landes.

## Geschichte

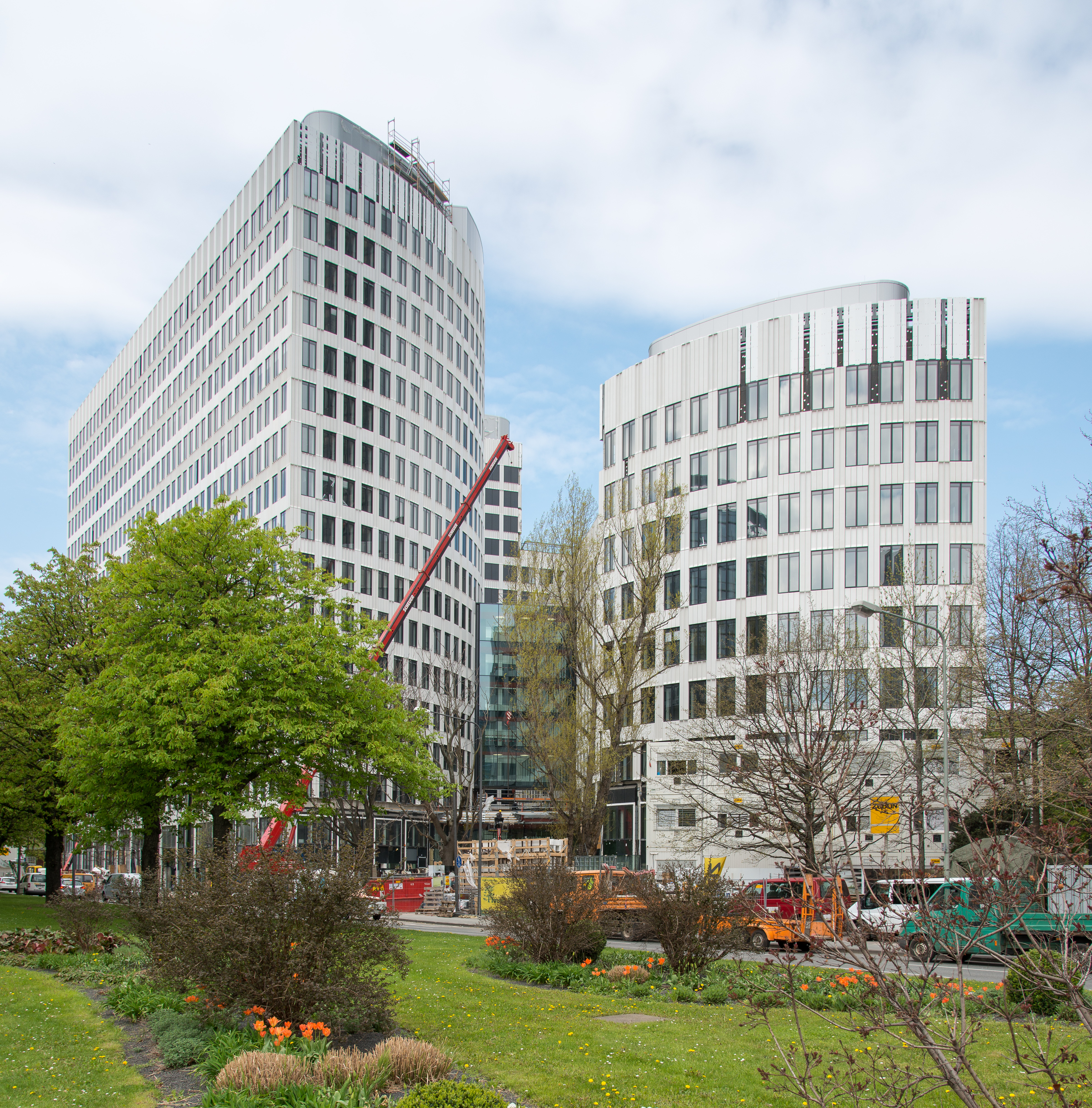
Bürokomplex LEO, Hauptsitz der ING-DiBa in Frankfurt am Main

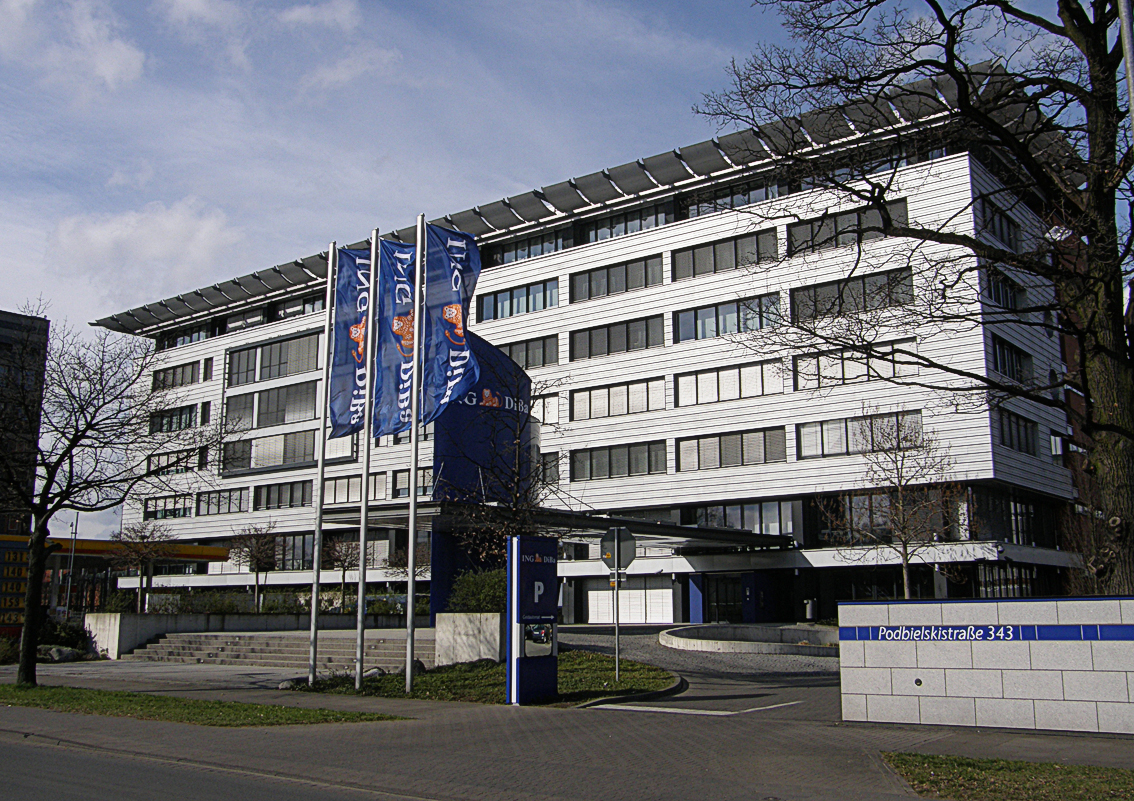
Gebäude der ING-DiBa in Hannover

Ehemaliges Logo bis November 2018

Die ING-DiBa wurde 1965 als Bank für Sparanlagen und Vermögensbildung AG (BSV) in Frankfurt am Main unter maßgeblicher Beteiligung des damaligen Vorsitzenden der IG Bau-Steine-Erden, Georg Leber, gegründet. Zweck des Institutes war es, allen Arbeitnehmern in Deutschland eine Bank zur Verfügung zu stellen, bei der sie die neu eingeführten vermögenswirksamen Leistungen in Höhe von sieben Deutsche Mark im Monat ansparen konnten. Leber kommentierte das Verhalten der etablierten deutschen Banken damals mit folgendem Satz: „Die deutschen Banken kommen mir vor wie ein alter Hund, der satt ist. Dem kann man ruhig einen fetten Knochen hinhalten, der knurrt nicht einmal.“
1981 betrug das Kapital rund 75 Millionen Deutsche Mark, und der Deutsche Gewerkschaftsbund (DGB) war über die gewerkschaftliche Vermögensholding Beteiligungsgesellschaft der Gewerkschaften (BGAG) Eigentümer der Bank für Gemeinwirtschaft (BfG) und über die BfG mit 51 Prozent Mehrheitsgesellschafter der BSV. Von 1986 bis 1997 war Hans Matthöfer in seiner Funktion als Vorstandsvorsitzender der BGAG zugleich Vorsitzender des Aufsichtsrats der Bank.
1994 firmierte das Unternehmen in Deutsche Direktbank AG um. Nach einer Klageandrohung der Deutschen Bank wurde der Name in Allgemeine Deutsche Direktbank AG geändert. 1998 erwarb der niederländische Bankkonzern ING Groep 49 Prozent der Anteile. Ab 1999 trat die Bank unter DiBa (für: Direktbank) auf.
Sie etablierte sich als die Bank, die ihre Dienstleistungen per Internet, Telefax oder Telefon anbot. 1999 übernahm sie die Bank GiroTel von der Bankgesellschaft Berlin. Im Jahr 2002 erwarb die DiBa alle Anteile der Frankfurter Degussa Bank und verkaufte sie am 27. November 2006 mit einem Verlust von 14 Millionen Euro nach IFRS an eine von M.M.Warburg & CO angeführte Investorengruppe.
Anfang 2002 kaufte die ING Groep weitere 21 Prozent hinzu, 2003 übernahm sie die DiBa vollständig. Die DiBa verstärkte für die Immobilienfinanzierung ihren Telefonvertrieb durch die Zusammenarbeit mit Kreditvermittlern und stieg dadurch zu einem großen deutschen Immobilienfinanzierer auf.
Im Juli 2003 übernahm die DiBa die zweitgrößte Direktbank Deutschlands, die Entrium Direct Bankers AG in Nürnberg, die wiederum 1990 als Quelle Bank gegründet worden war, und wuchs somit auf rund drei Millionen Kunden. Damit hatte sie neben der Zentrale in Frankfurt am Main und dem Standort in Hannover eine weitere Niederlassung in Nürnberg. 2004 änderte die Bank ihren Marktauftritt zu ING-DiBa, zum 1. Juli 2005 folgte die Umbenennung in ING-DiBa AG. Zum 1. Januar 2007 wurde die schrittweise Umstellung von der DiBa zur ING-DiBa abgeschlossen.
Am 19. Februar 2018 akquirierte die ING-DiBa das Finanztechnologieunternehmen Lendico aus Berlin, um Finanzierungslösungen für kleine und mittlere Unternehmen sowie Selbstständige anbieten zu können. Im August 2022 wurde die vollständige Integration von Lendico im Bereich Business Banking der ING-DiBa abgeschlossen. Seitdem betreibt die ING-DiBa zwei Standorte in Berlin: Einen „Standort Unternehmensrepräsentanz“ und einen „Standort Business Banking“.
Die ING-DiBa ist Mitglied im Bundesverband deutscher Banken.

## Produkte in Deutschland
Das Unternehmen bietet Tagesgeldkonten, Girokonten, private Immobilienfinanzierungen, Brokerage (einschließlich Anlageberatung) und Konsumentenkredite (Raten- und Rahmenkredite) an. Zudem werden Kredite an Selbstständige vergeben, seit 2020 auch direkt an Amazon-Händler.
Die Bank betreibt mehr als 1000 eigene Geldautomaten. Zusätzlich wird eine gebührenfreie Nutzung von Fremdautomaten mit der zum Girokonto gehörenden Visa-Karte ermöglicht. Seit dem 1. Juli 2018 gilt ein Mindestabhebebetrag von 50 Euro.
Die ING-DiBa kündigte Anfang 2020 an, zum 1. Mai des Jahres die grundsätzlich kostenlose Kontoführung bei Girokonten an Bedingungen zu knüpfen. Damit ist das Girokonto fortan kostenlos, wenn der monatliche Geldeingang mindestens 700 Euro beträgt oder der Kontoinhaber jünger als 28 Jahre alt ist, anderenfalls wird eine monatliche Gebühr von 4,90 Euro fällig. Zum 1. Dezember 2024 wurde der Mindestgeldeingang auf 1.000 Euro erhöht. Das Basiskonto ist hingegen weiterhin grundsätzlich kostenfrei ohne die Notwendigkeit eines monatlichen Geldeingangs.
Die ING-DiBa kündigte Anfang November 2020 an, ab dem 1. Februar 2021 Strafzinsen für hohe Einlagen einzuführen. Bei neuen Giro-, Basis- und Tagesgeldkonten wurde seit Februar 2021 ein Verwahrentgelt von 0,5 Prozent pro Jahr für Kundeneinlagen von mehr als 100.000 Euro berechnet. Im Februar 2022 kündigte Vorstandsvorsitzender Nick Jue ein Ende des Verwahrentgelts an, sobald sich die EZB von Minuszinsen verabschiedet. Im Mai 2022 hat die Bank bekanntgegeben, ab 1. Juli die Freibeträge für Guthaben auf Giro- und Extrakonten (Tagesgeld) von 50.000 auf 500.000 Euro pro Konto zu erhöhen und damit das Verwahrentgelt für 99,9 Prozent der Kunden abzuschaffen. Im August hat die ING-DiBa das Verwahrentgelt gänzlich für alle Kunden gestrichen und einen Sparbrief für Bestandskunden eingeführt. Ab Dezember 2022 zahlte die ING-DiBa in Deutschland als erste Großbank wieder Tagesgeldzinsen in Höhe von 0,3 Prozent.

## ING Austria
Die ING in Österreich war bis zur Verschmelzung im August 2022 eine Niederlassung der ING-DiBa AG.
1970 erwarb das Versandhaus Quelle das Bankhaus C.A. Steinhäusser in Wien zur Abwicklung seiner Ratengeschäfte. 1999 kam es schließlich zu einer Fusion der Quelle Bank Deutschland mit der Quelle Bank Österreich und der Umbenennung in Entrium Direct Bankers AG. 2003 übernahm die Allgemeine Deutsche Direktbank Aktiengesellschaft (DiBa) die Entrium Direct Bankers. 2004 wurde die Marke ING-DiBa Direktbank Austria im österreichischen Markt eingeführt.
2021 verkündete die ING Austria den Rückzug aus dem Privatkundengeschäft. Am 13. Juli 2021 wurden die ING-Privatkonteninhaber von der ING Austria informiert, dass ihre Konten von der bank99 vollständig übernommen und die ING Austria damit verschmolzen wird.
Die ING Groep konzentriert sich in Österreich zukünftig auf das Geschäft mit Firmenkunden.

## Kennzahlen
Gemäß eigenen Angaben auf einer Bilanzpressekonferenz im Februar 2023 hatte die ING-DiBa 2022 9,1 Millionen Privatkunden, beschäftigte – einschließlich Lendico und des Schwesterunternehmens Interhyp – 6.140 Mitarbeiter und hatte eine Bilanzsumme in Höhe von 198,2 Milliarden Euro. Die Bank führte 3,1 Millionen (2021: 3 Millionen) Girokonten.
Die Bilanzierung richtete sich bis 2004 nach Dutch-GAAP, ab 2005 nach IFRS.
|                               | 2002   | 2003   | 2004   | 2005   | 2006   | 2007   | 2008   | 2009   | 2010   | 2011    | 2012    | 2013    | 2014    | 2015    | 2016    | 2017    | 2018    | 2019    | 2020    | 2021    | 2022    |
| ----------------------------- | ------ | ------ | ------ | ------ | ------ | ------ | ------ | ------ | ------ | ------- | ------- | ------- | ------- | ------- | ------- | ------- | ------- | ------- | ------- | ------- | ------- |
| Bilanzsumme [Mio. €]          | 21.053 | 40.190 | 51.997 | 64.935 | 72.794 | 76.274 | 81.956 | 87.753 | 96.333 | 109.478 | 120.289 | 127.338 | 136.667 | 143.977 | 157.553 | 162.658 | 171.439 | 176.192 | 190.070 | 181.897 | 198.189 |
| Kundeneinlagen [Mio. €]       | 19.236 | 37.006 | 47.196 | 56.594 | 61.141 | 62.767 | 64.365 | 75.279 | 82.223 | 90.860  | 98.530  | 107.332 | 115.264 | 121.126 | 130.151 | 133.685 | 138.862 | 139.503 | 144.320 | 134.220 | 135.000 |
| Kundenforderungen [Mio. €]    | 4.554  | 10.323 | 17.160 | 27.710 | 36.607 | 45.776 | 52.827 | 56.090 | 62.694 | 74.732  | 82.082  | 85.396  | 90.252  | 97.943  | 106.459 | 113.838 | 116.012 | 118.943 | 121.689 | 127.419 | ?       |
| Eigenkapital [Mio. €]         | 301    | 603    | 843    | 4.179  | 4.379  | 4.559  | 4.595  | 4.499  | 4.831  | 5.478   | 6.065   | 6.228   | 7.021   | 7.206   | 7.690   | 8.212   | 8.175   | 8.680   | 9.240   | 9.252   | ?       |
| Ergebnis vor Steuern [Mio. €] | −4     | 44     | 105    | 269    | 387    | 469    | 412    | 280    | 494    | 660     | 486     | 691     | 888     | 1.115   | 1.234   | 1.272   | 1.322   | 1.352   | 1.042   | 1.169   | 1.040   |
| Mitarbeiterzahl               | 914    | 1.802  | 2.088  | 2.304  | 2.549  | 2.740  | 2.794  | 2.750  | 2.696  | 2.986   | 3.178   | 3.357   | 3.526   | 3.749   | 3.938   | 4.778   | 4.790   | 5.295   | 6.244   | 6.191   | 6.140   |
| Kunden [Mio.]                 | 1,8    | 3,7    | 4,3    | 5,3    | 6,0    | 6,4    | 6,6    | 6,9    | 7,1    | 7,4     | 7,8     | 8,06    | 8,28    | 8,53    | 8,70    | 9,06    | 9,30    | 9,52    | 9,53    | 9,09    | 9,1     |

Die Bank ist Mitglied im Einlagensicherungsfonds des Bundesverbands deutscher Banken. Dieser sieht eine Sicherungsgrenze pro Kunde von derzeit 1,04 Milliarden Euro (20 Prozent des maßgeblichen haftenden Eigenkapitals) vor. Er kommt zum Tragen, wenn die EU-weit gesetzlich garantierte Absicherung in Höhe von 100.000 Euro ausgeschöpft ist.

## Sponsoring und Werbung
Seit dem 1. Mai 2003 ist die ING-DiBa Hauptsponsor der deutschen Basketballnationalmannschaft mit einem Vertrag bis September 2028. Seit 2005 besteht eine Sponsoringvereinbarung zwischen der ING-DiBa und dem Fachbereich Rollstuhlbasketball beim Deutschen Rollstuhl-Sportverband. Im Sommer 2020 wurde die Bank auch Titelsponsor des Frankfurter Rollstuhlbasketball-Teams ING Skywheelers. Seit 2003 wirbt Dirk Nowitzki in mehreren Fernsehwerbungen für die ING. Außerdem sponsert die Bank seit 1996 den Helmut-Schmidt-Journalistenpreis.